# Alstroemeria piauhyensis
Alstroemeria piauhyensis là một loài thực vật có hoa trong họ Alstroemeriaceae. Loài này được Gardner ex Baker miêu tả khoa học đầu tiên năm 1888.